# Analog-Telefon-Adapter

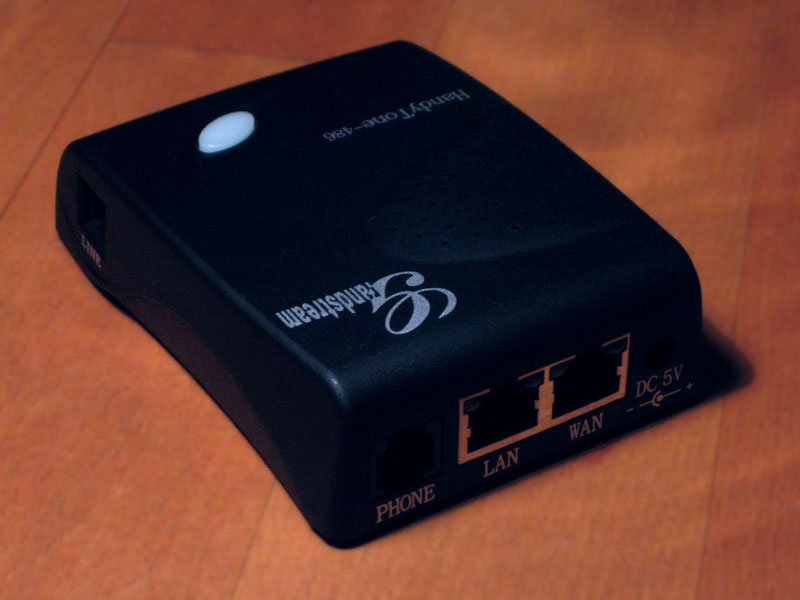
Analog-Telefon-Adapter VoIP Grandstream HT486

Ein Analog-Telefon-Adapter (ATA, oft auch SIP-Adapter oder nach einem anderen unterstützten Protokoll benannt) ist ein Gerät, welches mit einem oder mehreren analogen Standardtelefonen eine Verbindung über IP-Telefonie (VoIP) herstellt. Normalerweise ist es eine kleine Box mit einem Ethernet-Port für den Internetzugang und einem oder mehreren Telefonanschlüssen. Dies ermöglicht die Weiternutzung bereits vorhandener analoger Telefone für Voice over IP. 
Die Verbreitung dieser Adapter als Einzelgeräte zum Betreiben von Telefonen ist rückläufig, da die Adapter meist in DSL-Routern/Gateways integriert sind, z. B. die meisten Modelle der Fritz!Box von AVM. Auch reine Telefon-Neuanschlüsse vom Telefonprovider werden oft nur noch als Next Generation Network (NGN) angeboten, bei dem man vom Provider ein Integrated Access Device (IAD) gestellt bekommt, mit dem Telefongespräche per IP-Telefonie ablaufen.
Ein häufiges Einsatzgebiet für ATAs ist die Anbindung herkömmlicher Faxgeräte an VoIP. Üblicherweise erfolgt in diesem Falle die Übertragung der Faxinformationen nach dem T.38-Verfahren.

## Technische Details
ATAs nutzen fast immer SIP oder IAX als Protokoll.
Durch Zusatzhardware lassen sich auch komplette Telefonanlagen an ATAs anschließen. Um die Telefonanlage mit einem ATA zu verbinden, ist eine freie Nebenstelle der Telefonanlage erforderlich. Damit ist es möglich, von jeder Nebenstelle der Telefonanlage aus über Anwahl der Nebenstelle, an der das ATA angeschlossen ist, VoIP zu nutzen.